# Місцева міжзоряна хмара

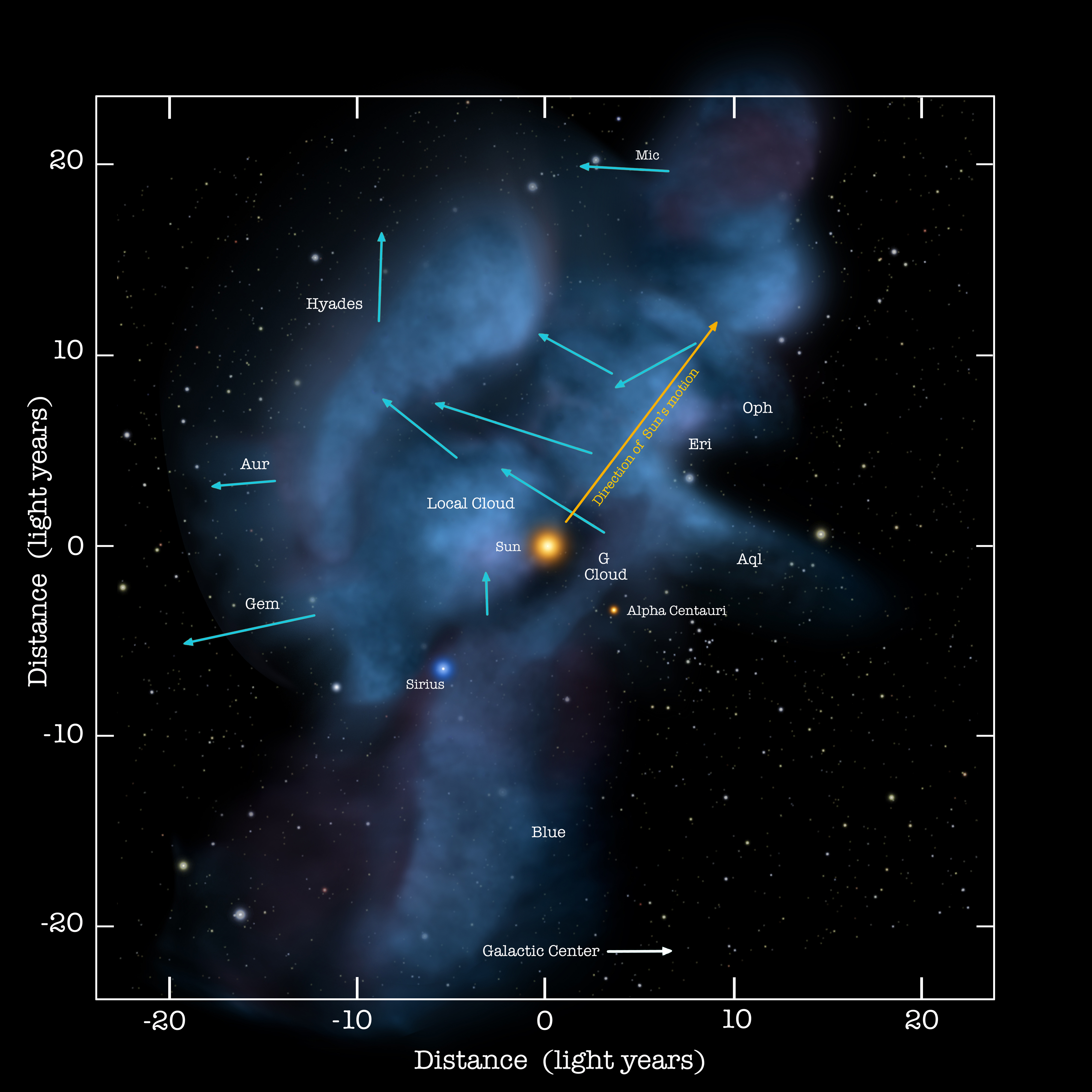
Рух окремих об'єктів у Місцевій міжзоряній хмарі (за даними IBEX).

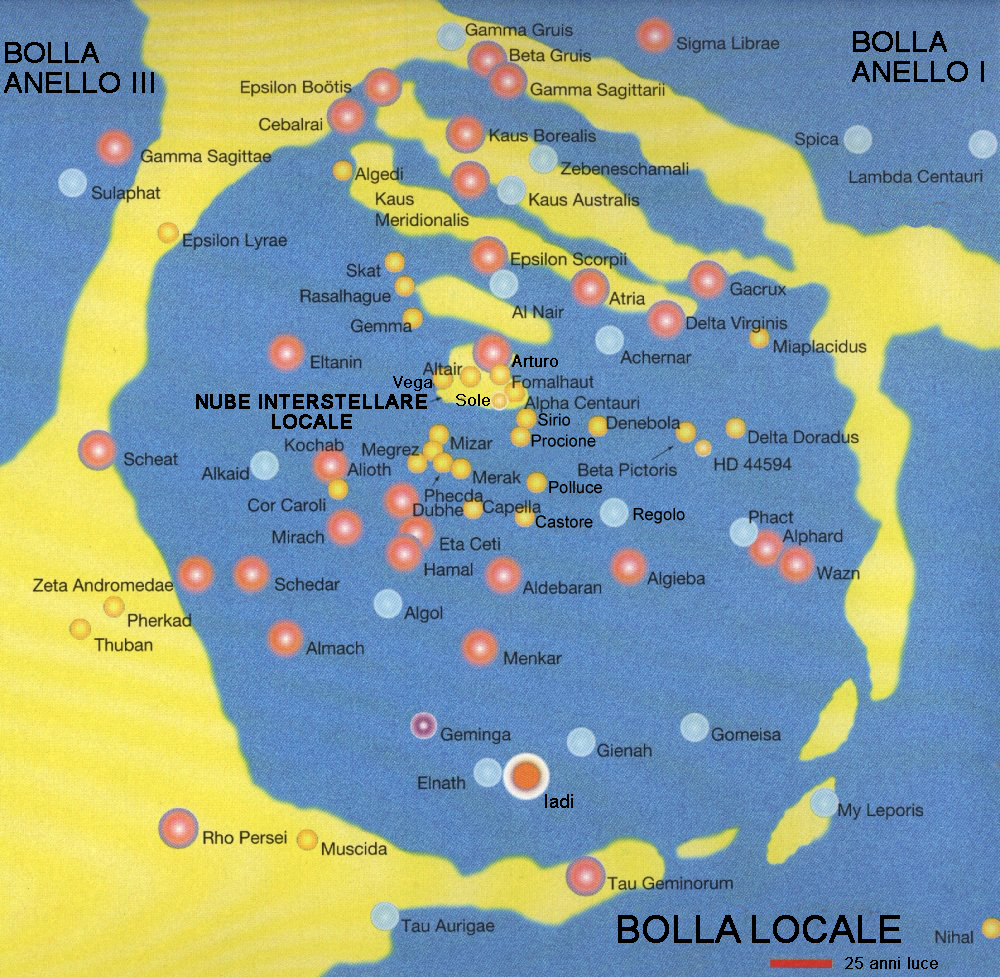
Розташування Місцевої міжзоряної хмари у Місцевій бульбашці.

Місце́ва міжзо́ряна хма́ра (англ. The Local Interstellar Cloud) — ділянка міжзоряного середовища (довжиною близько 30 світлових років[джерело?]), крізь яку зараз рухається наша Сонячна система.
Сонячна система увійшла в Місцеву міжзоряну хмару приблизно 44 000 — 150 000 років тому й очікується, що вона залишить її через 10 000 — 20 000 років.
Хмара має температуру близько 6000 °C, що майже дорівнює температурі поверхні Сонця. Хмара дуже розріджена — 0,1 атома на см³, що приблизно вп'ятеро менше, ніж у середньому в міжзоряному середовищі, однак удвічі більше, ніж у Місцевій бульбашці, яка її охоплює. Для порівняння, земна атмосфера за нормальних умов містить 2,7 × 1019 молекул на см³[джерело?].
Крім Сонячної системи, у Місцевій міжзоряній хмарі зараз перебувають системи Альфа Центавра, Альтаїр, Вега, Арктур, Фомальгаут[джерело?].
Сонячний вітер та магнітне поле Сонця запобігають впливу цієї хмари на Землю. Взаємодію геліосфери з хмарою вивчає супутник НАСА Interstellar Boundary Explorer (IBEX).